# 旭丘光志
旭丘 光志（あさおか こうじ、1938年1月2日 - ）は、樺太豊原市出身の作家、ジャーナリスト、デザイナー、漫画家、シナリオライター

## 作品リスト

### 小説
- 『中川一郎怪死事件』（日本文華社）
- 『アイヌモシリ独立戦争・シャクシャイン』（「新評」連載）
- 『憎しみ海峡』（月刊「特選小説」）

### ノンフィクション
- 『山村留学』（現代出版）
- 『燃える池田中学』
- 『脳力開発学習法』
- 『ルポ学校創造』
- 『一万人の医師が使い始めた健康回復物質キチン・キトサン』（現代書林）
- 『「キチン・キトサン」はなぜ成人病によいのか』（現代書林）
- 『免疫ミルクはなぜ、リウマチ、ガン、感染症に効くのか』（二見書房）
- 『死んでも子どもは見捨てない』（現代書林）
- 『医療気功の衝激』（さわやか出版社）
- 『思春期の心と体』（学研）
- 『夢は片手に重いけど』（主婦と生活社）
- 『医師が使いはじめたガンに勝つ機能性食品ベスト7』（DHC）
- 『AHCC治療最前線』（DHC）
- 『東洋医学の名医63人』（実業之日本社）
- 『食べて治す！機能性食品』（光文社）
- 『水飲み健康法』（たま出版）
- 『細胞内診療』（メタモル出版）
- 『ドキュメント豊田商事・八戸営業所』（月刊宝石・光文社）

### 漫画
- 『あさおか・ベスト劇画』（東京トップ社）※貸本漫画
- 『渡り鳥シリーズ』（東京トップ社）※貸本漫画
- 『流れ狼』（週刊少年チャンピオン）
- 『望郷』（週刊少年チャンピオン）
- 『アラスカ物語』（作：新田次郎、週刊少年チャンピオン）
- 『枯れた野末のちぎれ雲』（COM）
- 『Let's Go ケネディ』（週刊少年マガジン、全2巻）※単行本では『JF Kennedy』と改題
- 『ある惑星の悲劇』（週刊少年マガジン、手記：草河達夫、ほるぷ平和漫画シリーズ）
- 『山本五十六』（少年キング）
- 『暗黒列島』（週刊少年ジャンプ）
- 『まぼろしの拳銃』（週刊少年ジャンプ）
- 『キャプテンスカーレット』（少年ブック）
- ウルトラQ全怪獣大決戦怪獣列島　少年ブック1967年8月号付録
- 『マイティジャック』（小学五年生1968年5月号-10月号）
- 『怪奇大作戦』（小学五年生1968年11月号-1969年3月号）
- 『地球がかびにおそわれるとき』（監修：1972年 6年の科学 夏の研究号）
- 『噫 日本共産党50年伝』（原作：内田栄一、週刊プレイボーイ、1973年）
- 『劇画「J・F・ケネディ」』（原作：木本正次、少年画報社）
- 『アタックV』（曙出版）
- 『逃亡海峡』（曙出版）
- 『仮想敵機を撃て』（芸文社）

### 脚本
- 特別機動捜査隊（NETテレビ）　白鷺よはばたけ（映画）

## アシスタント
- ごとう和 　藤堂房良　加藤美鈴